# 플레이크 소금
플레이크 소금은 천일염을 만들때 부수물로 만들어지는 소금으로 눈보다 하얀 결정체로 이루어져 있으며 아주 가늘고 눈처럼 생긴 결정체로 이루어져 있다. 천일염을 만들때 부산물로 생산이 되며 유명한 생산지로는 프랑스의 게랑드, 지중해의 섬나라 Cyprus 그리고 멕시코 Baja의 Sea Of Cortez 지역에서 일부 생산이 되고 있다. 제품 생산이 까다롭고 높은 미네랄 함량으로 인하여 일찍히 유럽에서는 소금의 황제로 불리고 있으며 우리나라에도 일부 수입이 되어 판매가 되고 있다. 플레이크 소금이 만들어지는 여정은 다음과 같다...천일염을 만들기 위하여 바닷물을 일정지역에 모아 소금을 생산할 때 바닷물이 마르거나 아래 갯벌로 가라않지 않으면서 그대로 수분을 잃어버리고 남게 되며 맨 위에 가늘막으로 형성이 되면서 모아지는 것이 소금이 있는데 이것이 바로 플레이크 소금이다.
특히 고급 식당에서 많이 사용을 하는데 수요에 비해 공급량이 많이 부족해 국제 시장에서 높은 가격에 거래가 되고 있다. 현재는 인공적으로도 정제를 한 플레이크 소금이 생산이 되고 있는데 이는 천일염방식에 의해 생산이 된 소금에 비해 나트륨 함량이 높게 나와 건강에는 그다지 좋다고 할 수가 없다.
전 세계 많은 천일염 생산지중에서도 특히 프랑스의 게랑드에서 생산이 되는 플레이크 소금하고 사이프러스에서 생산이 되는 플레이크 소금이 유명한데 근래에는 멕시코 바하의 Sea of Cortez지역에서 소량으로 생산이 되는 플레이크 소금이 다른지역의 천일염에 비해 가장 적은 나트륨 함량으로 많은 사랑을 받고 있다.

## 참조
1. ↑  http://www.wholefoodsmarket.com/recipes/food-guides/salt